# Yago Iglesias
Santiago "Yago" Iglesias Estepa (nacido el 6 de octubre de 1982) es un entrenador de fútbol español. Actualmente dirige al Pontevedra C. F. de la Segunda Federación desde 2023

## Trayectoria
Nacido en Palmeira, Ribeira, Galicia, Iglesias trabajó en el CD Boiro y Pontevedra CF B antes de iniciar su carrera como alto directivo en el CSH Palmeira, en la Tercera Autonómica, en 2010. Tras ser asistente en Portonovo SD, se incorporó a la plantilla de Raúl Caneda en Al-Ittihad FC.
Iglesias regresó a España en enero de 2013, tras ser retenido en Arabia Saudí por problemas de papeleo. El 22 de julio de ese año se hizo cargo del Atlético de Riveira también en las ligas autonómicas.
En julio de 2015, tras trabajar con el Juvenil del Santiago de Compostela CF, Iglesias fue nombrado entrenador del Noia CF en la Tercera División. El 21 de junio del año siguiente se hizo cargo del equipo de liga SD Compostela.
En 2020, tras alcanzar tres play-offs consecutivos con el Compos, el conjunto de Iglesias logró finalmente el ascenso a Segunda División B, volviendo a la categoría tras cuatro temporadas. Renovó su contrato para una nueva campaña en agosto de ese año.
Tras lograr ascender a la SD Compostela a Segunda División B de España, lo dirigiría en la división de bronce durante la temporada 2020-21. Al término de la temporada, no continuaría en el club gallego tras dirigirlo durante cinco temporadas.
El 23 de noviembre de 2021, firma con el Zamora C. F. de la Primera División RFEF.

## Clubes como entrenador
| Club                                                      | País           | Año        |
| --------------------------------------------------------- | -------------- | ---------- |
| Club Deportivo Boiro (Segundo entrenador)                 | España         | 2007-2009  |
| Pontevedra B (Segundo entrenador)                         | España         | 2009-2010  |
| Palmeira                                                  | España         | 2010-2011  |
| Portonovo (Segundo entrenador)                            | España         | 2011-2012  |
| Al-Ittihad Jeddah Club (Preparador físico)                | Arabia Saudita | 2012-2013  |
| Atlético Riveira                                          | España         | 2013-2014  |
| Santiago de Compostela CF (Entrenador del equipo juvenil) | España         | 2014-2015  |
| Noya                                                      | España         | 2015-2016  |
| SD Compostela                                             | España         | 2016-2021  |
| Zamora C. F.                                              | España         | 2021-2023  |
| Pontevedra C. F.                                          | España         | 2023-2025. |